# Raphael Zweifel
Raphael Zweifel  (* 2. Juli 1970 in Zürich) ist ein Schweizer Cellist. Er spielt unter seinem Künstlernamen LoZee als Solist oder als Gast in verschiedenen Formationen der Pop- und Rockmusik.

## Musikalischer Werdegang
Raphael Zweifel begann im Alter von acht Jahren Cello zu spielen und erhielt in der Musikschule eine musikalische Früherziehung. Im Lehrerseminar wurde er in der Schweiz zum Grundschullehrer ausgebildet. Daneben spielte er von 1989 bis 1994 im Schweizer Jugendsinfonieorchester. Zweifel studierte von 1992 bis 1997 Cello an der  Musikhochschule in Frankfurt am Main und spielte danach als Solist Werke von Antonín Dvořák und Joseph Haydn.
Im Sommer 1997 zog er nach Barcelona um. Dort begann er in verschiedenen Musikgruppen mit Free Jazz, Flamenco und arabischer Musik zu experimentieren. Seit 2001 ist Zweifel, der inzwischen in Paris lebt, an diversen Soul-, Popmusik- und Free Jazz Projekten beteiligt. Unter seinem Künstlernamen LoZee komponiert er selbst. Er begleitet auf diversen Alben die Band Glashaus am Cello und geht mit ihr auf Tour.
2005 engagierten ihn Die Toten Hosen als Gastmusiker für die Konzerte im Wiener Burgtheater, veröffentlicht auf dem Album Nur zu Besuch und dem gleichnamigen Musikfilm. 2007 spielte er den Grossvater, in einer modernen Inszenierung von Peter und der Wolf, in der die Instrumente neu besetzt wurden. Der Grossvater wird von einem Cello gespielt und Peters Motiv von einer E-Gitarre.
Seit 2008 begleitet er erneut Die Toten Hosen auf der aktuellen Tour u. a. bei Rock am Ring und Rock im Park, sowie auf dem im November 2008 veröffentlichten Album In aller Stille.
Unter seinem Künstlernamen LoZee veröffentlichte er 2010 sein erstes Solo-Album Tell it to the Sea.

## Alben
- 2002 Kontraste, J-Luv
- 2002 Live in Berlin, Glashaus
- 2002 Jah Sound System, Glashaus
- 2004 Zurück zum Glück, Die Toten Hosen
- 2005 Glashaus, Glashaus
- 2005 Live in concert im „La Paloma“ in Barcelona, Leopoldo Maria Panero
- 2005 Nur zu Besuch, Die Toten Hosen
- 2006 Live unplugged,  Sabrina Setlur & Sebastian Hämer
- 2007 Peter und der Wolf, Michael Fuchs, Kinderbuch Verlag Wolff
- 2008 In aller Stille, Die Toten Hosen
- 2010 Tell it to the Sea, LoZee
- 2012 Geteiltes Leid 3, Moses Pelham
- 2017 Kraft, Glashaus